# 津村淙庵
津村 淙庵（つむら そうあん、元文元年（1736年） - 文化3年（1806年）5月）は、江戸時代中期の江戸の町人、歌人、国学者。名は教定、字は正恭、号は三郎兵衛、藍川など。
京都生まれ。後に江戸の伝馬町に移り住み、久保田藩の御用達を務めた。成島鳴鳳の門人であり、石川雅望の師。安永5年（1776年）頃から寛政7年（1796年）までの約20年間にわたり、見聞随録『譚海』をとりまとめた。

## 著書
- 『思出草』
- 『雪のふる道』
- 『あこやの松』
- 『譚海』